# Goobuntu
Goobuntu és una distribució GNU/Linux basada en Ubuntu que Google fa servir dins les seves oficines. Prop de la meitat dels 20.000 empleats de Google fan servir aquesta versió modificada d'Ubuntu. Alguns han suggerit que Google podria estar planificant llançar al mercat la distribució d'una forma més extensa.
Mentre que Google i el creador d'Ubuntu, Mark Shuttleworth, han confirmat que Goobuntu existeix i és usada de forma interna, ambdós han refutat fortament els suggeriments de què Google tingui cap projecte de mercat del sistema operatiu. Tot i així, després varen presentar Google Chrome OS.
Mark Shuttleworth ha confirmat que Google contribueix amb pedaços a Ubuntu, però adverteix que mentre alguns empleats de Google fan servir aquesta versió modificada d'Ubuntu, altres fan servir les versions modificades d'altres distribucions GNU/Linux. Google ha donat suport a Ubuntu, a través de les conferències Ubucon i d'altres formes. Encara que Shuttleworth i representants de Google hagin negat qualsevol pla d'alliberar Goobuntu fora de l'empresa, això, tanmateix ha inspirat l'especulació sobre l'entrada de Google al mercat del sistema operatiu.